# Nikodem
Nikodem je osoba iz Novoga zavjeta. Bio je član židovskog Velikog vijeća, farizej i učitelj Mojsijeva zakona. Poznat je njegov razgovor s Isusom o vjerskim pitanjima. Protivio se uhićenju Isusa. Sudjelovao je u Isusovom ukopu.
Nikodem je bio pobožan i ugledan Židov. Potajno se zanimao za Isusov nauk. Nije se usudio javno razgovarati s Isusom, nego ga je potražio po noći. Ljubazno je pristupio Isusu i rekao: "Rabbi, znamo da si od Boga došao kao učitelj jer nitko ne može činiti znamenja kakva ti činiš ako Bog nije s njime (Iv 3,2)". Isus mu odgovori: "Zaista, zaista, kažem ti: tko se ne rodi nanovo, odozgor ne može vidjeti kraljevstva Božjeg! (Iv 3,3)". Nikodem se zbunio, jer se kao i mnogi drugi Židovi nadao, da će Isus uspostaviti zemaljsko kraljevstvo i osloboditi Židove od rimskih okupatora. Bilo mu je neobično, da Isus govori o Božjem kraljevstvu. Isus mu je govorio o duhovnom preporođenju, a Nikodem nije razumio kako se netko može ponovno roditi, ako je star. Isus mu je to pobliže objasnio "Zaista, zaista, kažem ti: ako se netko ne rodi iz vode i Duha, ne može ući u kraljevstvo Božje. Što je od tijela rođeno, tijelo je; i što je od Duha rođeno, duh je (Iv 3, 5)". Prirodno rođenje nije dovoljno, da čovjek postane dio Božjeg kraljevstva. Čovjek je istočnim grijehom izgubio pravo na vječni život pa se treba preporoditi vodom i Duhom Svetim. Voda predstavlja vanjsko posvećenje, a Duh Sveti daje unutarnje posvećenje. Isus mu je poručio da rođeni od tijela žive za ovaj svijet, a tko se duhovno preporodi živi za Boga i vječni život. 
Nikodem i dalje nije sve shvaćao pa mu je Isus nastojao to pobliže pojasniti. Usporedio je djelovanje Duha Svetoga s vjetrom. Djelovanje je nevidljivo i tajno, ali postoji. I u prirodi i u duhovnom svijetu postoje pojave koje su teško razumljive, ali postoje bile razumljive ili ne. Isus je poručio Nikodemu, da je Njegovo svjedočanstvo istinito, jer je Sin Božji. Nikodem ga je pitao kako je moguć preporod po Duhu Svetomu. Isus se čudio pitanju, jer je Nikodem učitelj pa bi trebao znati da Židovi uče kako mnogobošci prelaskom na židovsku vjeru postaju novi ljudi i dobivaju novu dušu. 
Isus je ispričao Nikodemu događaj iz Staroga zavjeta, kada su Židovi nakon izlaska iz egipatskog ropstva umirali od ugriza zmija u pustinji. Mojsije je molio Boga za pomoć pa je Bog rekao Mojsiju da stavi na kolac zmiju od mjedi i svatko tko ju je pogledao ozdravio je. Isus će biti podignut na križu, umrijet će za ljude, da nijedan od onih koji vjeruju u njega ne propadne. Kako je pogled na mjedenu zmiju donio ozdravljenje, tako će duhovno ozdraviti svi koji vjeruju u raspetoga Spasitelja. Isus je poručio Nikodemu da se čovjek spašava preko krštenja, ako vjeruje što Isus uči i ako ga prizna za Spasitelja te ga nasljeduje svojim životom. 
Židovi su smatrali da će obećani Mesija doći kako bi osudio pogane i mnogobošce. Isus je poručio Nikodemu da to nije tako: "Ta Bog nije poslao Sina na svijet da sudi svijetu, nego da se svijet po njemu spasi." (Iv 3, 17) Tko vjeruje u Isusa i živi po vjeri bit će spašen i živjet će vječno nakon smrti, a tko ne vjeruje, ne treba mu suditi, jer se sam osudio "što nije vjerovao u ime jedinorođenoga Sina Božjega." (Iv 3,18) Isus svakome daje slobodu da izabere svjetlost ili tamu, Božji zakon ili bezakonje. Grešan život smatra se najvećom zaprekom vjeri. Isus poručuje: "Uistinu, tko god čini zlo, mrzi svjetlost i ne dolazi k svjetlosti da se ne razotkriju djela njegova; a tko čini istinu, dolazi k svjetlosti neka bude bjelodano da su djela njegova u Bogu učinjena." (Iv 3, 20-21) Nikodem je završio razgovor s Isusom.
U Evanđelju se Nikodem ponovno spominje kada su farizeji htjeli uhititi Isusa. Tada je izjavio: "Zar naš Zakon sudi čovjeku ako ga prije ne sasluša i ne dozna što čini?" (Iv 7, 51) Želio je da Isusa ostave na miru.
Došao je na Kalvariju, nakon što je Isus umro na križu i pomogao prilikom ukopa. Nikodem, Josip iz Arimateja i Djevica Marija prali su okrvavljeno Isusovo tijelo, nakon što su ga položili na jedan kamen na zapadnom podnožju brda. Isusovo tijelo zamotali su u laneno platno. Tijelo i povoje posipali su mirodijama. Nikodem je donio oko sto libara smjese smirne i aloja (Iv 19, 39), što je oko 32 kg. Mirodije su sprječavale naglo propadanje tijela i neugodne mirise. To sve je bilo samo privremeno jer im se žurilo. Planirali su doći kasnije i po običaju cijelo tijelo pomazati uljem. Nikodem i Josip iz Arimateje nosili su Isusovo tijelo do groba u pratnji Djevice Marije, apostola Ivana, nekoliko žena i pratnje. 